# Swammerdamia castaneae
Swammerdamia castaneae är en fjärilsart som beskrevs av August Busck 1914. Swammerdamia castaneae ingår i släktet Swammerdamia och familjen spinnmalar. Inga underarter finns listade i Catalogue of Life.